# Caserne de la Basse-Seille
La caserne de la Basse-Seille est une caserne d’infanterie, construite à Metz au XVIIIe siècle et détruite au XXe siècle.

## Contexte historique

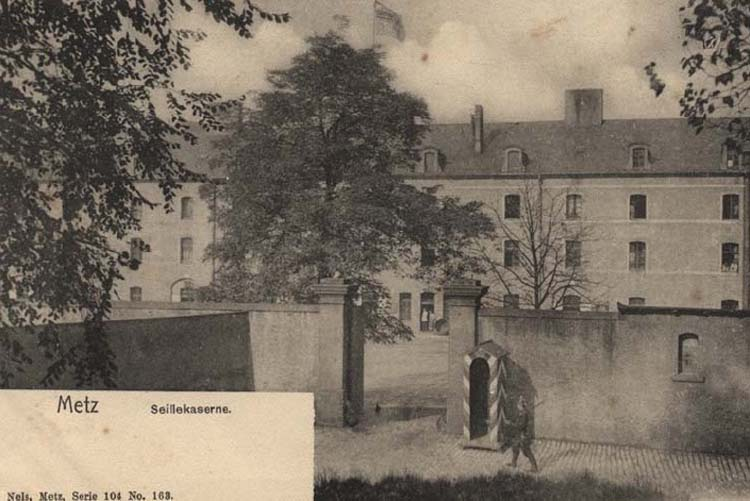
Saillekaserne

Louis XIV reconnait l’importance militaire de la ville et y envoie l’ingénieur Vauban pour examiner les fortifications. Ce dernier visite la place en 1675 et écrit : « Les autres places du royaume couvrent la province, Metz couvre l’État ». Ses plans furent en partie suivis en 1676, puis repris par son élève Louis de Cormontaigne, maréchal de camp et directeur des places fortes, entre 1728 et 1749. Pour loger la garnison de la place forte, des casernes sont nécessaires. À cette époque, l’évêque de Metz Henri-Charles de Coislin décide de financer deux casernes, la caserne Coislin et la caserne de la Basse-Seille pour soulager les habitants de Metz.

## Construction et aménagements
Construite en même temps que la caserne Coislin, les travaux de la caserne de la Basse-Seille se déroulent entre 1726 et 1728. Située derrière les anciens remparts de la cité, à côté du moulin de la Basse-Seille, elle est réceptionnée par la ville le 9 décembre 1728. Le montant des travaux s'élève à 140 102 f.. En 1754, deux autres pavillons, appelé quartier de la Haute-Seille, seront construits pour les officiers d'artillerie.

## Affectations successives
Au moment du siège de 1814, la caserne est convertie en ambulance. Un bataillon de chasseurs à pied y prend ses quartiers en 1844. Deux ans plus tard, la Seille qui court devant le bâtiment est couverte par une voûte. Les bâtiments servent de lieu de casernement jusqu’au XXe siècle. Occupée par les troupes allemandes dès le début de la première Annexion, la caserne est alors rebaptisée Saillekaserne. Elle est rendue à la France en 1919. La caserne fut détruite après 1920.